# Super Mario Land
Super Mario Land (スーパーマリオランド, Sūpā Mario Rando) és un videojoc de plataformes de desplaçament lateral que va ser desenvolupat i distribuït per Nintendo per a llançar-se conjuntament amb la videoconsola portàtil Game Boy el 1989 (1990 a Europa). La jugabilitat és similar a la de Super Mario Bros. per a la NES, en què en Mario ha d'arribar al final de 12 nivells superant obstacles com enemics i forats. L'aventura té lloc al regne de Sarasaland, on en Mario ha de rescatar a la governant princesa Daisy qui ha estat segrestada pel malvat Tatanga, que s'estrenen a la franquícia Mario amb aquest joc. Super Mario Land també inclou dos nivells shooter a l'estil Gradius. A diferència de Super Mario Bros., l'ítem de la flor permet a en Mario llençar boles que es mouen diagonalment en comptes de boles de foc, i alguns enemics com el Koopa Troopa exploten en comptes d'esdevenir closca per poder-se llençar.
Va ser el primer joc per a consola portàtil de Mario i el primer sense la participació de Shigeru Miyamoto. El joc va ser llançat el mateix dia que la consola tot i que no es va vendre en paquets conjunts amb la Game Boy ja que es va descartar a favor de Tetris. No obstant, fou un èxit immediat i va vendre 18 milions de còpies, superant a Super Mario Bros. 3 però a un nivell inferior a Tetris en quant a jocs més ben venuts de la Game Boy, i va inspirar dues seqüeles, Super Mario Land 2: 6 Golden Coins (1992) i Wario Land: Super Mario Land 3 (1994); aquest últim iniciaria també una altra sub-sèrie. El joc va disponibilitzar-se el 2011 per a la Consola Virtual de Nintendo 3DS i el 2024 per al servei per subscripció Nintendo Switch Online en celebració dels 35 anys de la Game Boy.